# Франсоа Фурние-Сарловезе
Франсоа Луи, граф Фурние-Сарловез (на френски: François Fournier-Sarlovèze) е генерал на Френската империя, участник в революционните и Наполеоновите войни.

## Биография
Роден е на 6 септември 1773 г. в Сарла-ла-Канеда, Франция, в семейството на кръчмаря Жан Фурние и съпругата му Мари-Ан Борн. Получава добро образование под ръководството на монасите от манастира „Сен-Годен“, след това служи като чиновник на съдебен изпълнител, но скоро е принуден да напусне родния си град поради скандал, причинен от любовна връзка с омъжена жена.
Премества се в Париж, където в края на 1791 г. постъпва на военна служба в Конституционната гвардия на краля, през януари 1792 г. е преместен в 9-ти драгунски полк. Служи в армията на Алпите, по време на федералисткото въстание в Лион е арестуван за якобински възгледи, но успява да избяга и участва в обсадата на Тулон, на 12 септември 1793 г. е повишен в командир на ескадрила на 16-ти кавалерийски полк, воювал при Фльорус. Отличава се с изключителна недисциплина и на 24 ноември 1794 г. е понижен в длъжност за измама и неразрешено напускане на поделението. На 17 май 1795 г. е възстановен в службата, на 18 август 1797 г. става адютант на генерал Ожеро, на 17 октомври 1797 г. е повишен в полковник и получава под свое командване отряд от водачи на германската армия. На 28 април 1798 г. ръководи 11-та хусарска, на 22 май 1799 г. – 12-та хусарска. От май 1800 г. е в редиците на Резервната армия и участва в италианската кампания на Бонапарт срещу австрийците, откроява се в битката при Маренго. През юли 1801 г. той е арестуван заедно с генерал Донадийо за републикански и антибонапартистки изявления и е държан в затвора Темпъл.
Умира на 18 януари 1827 година в Париж.